# 夜行 (ヨルシカの曲)
「夜行」（やこう）は、日本のロックバンドヨルシカの楽曲。2作目のデジタル配信限定シングルとしてユニバーサルJより2020年3月4日に各音楽配信サービスにてリリースされた。同日、スタジオコロリドにより制作された本曲のミュージック・ビデオがYouTubeチャンネルに投稿された。
2020年4月10日に本楽曲が長編アニメーション『泣きたい私は猫をかぶる』挿入歌となる事が発表された。

## 収録内容
| #         | タイトル  | 作詞・作曲・編曲 | 時間 |
| --------- | --------- | ---------------- | ---- |
| 1.        | 「夜行」  | n-buna           | 3:24 |
| 合計時間: | 合計時間: | 合計時間:        | 3:24 |

## タイアップ
夜行
長編アニメーション『泣きたい私は猫をかぶる』挿入歌